# Дарданський мир
Дарданскій мир - мирний договір, який уклали Луцій Корнелій Сулла і Мітрідат VI Евпатор, цар Понта в місті  Дарданія восени 85 до н. е..

## Історія
Договір ознаменував закінчення  Першої Митридатової війни, в якій понтійці зазнали поразки. Умови миру були досить м'якими для Понта, і солдати нарікали на Суллу, що той не покарав Мітрідата за різанину римлян в Азії (а заодно, мабуть, і за те, що він не дав їм продовжити війну, що обіцяла чималу здобич), але Сулла також прагнув укласти мир в зв'язку з загрозою  громадянської війни в Римі.
Згідно з угодою Мітрідат VI Євпатор відмовлявся від агресивних намірів, звільняв захоплені в Греції та Малій Азії римські провінції, виплачував контрибуцію в 3 000 талантів і передавав частину флоту Суллі.
Дарданський мир був швидше перемир'ям, і обидві сторони розуміли це, готуючись до військових дій. Менш ніж через два роки почалася Друга Мітрідатова війна.